# بیوک سامرست
بیوک سامرست (Buick Somerset) خودرویی است که در سال‌های ۱۹۸۵ تا ۱۹۸۷در لنسینگ و ایالات متحده آمریکا تولید شده‌است. طراحی آن خودروهای موتور جلو-محور جلو بوده است. سیستم جعبه‌دندهٔ آن ۳ دنده به دو صورت خودکار و دستی است.